# سويسون سيتي (كاليفورنيا)
سويسون سيتي (بالإنجليزية: Suisun City)‏ هي إحدى مدن مقاطعة سولانو، كاليفورنيا. تم إعطاءها لقب مدينة في 9 أكتوبر، 1868.

## أعلام
- داريل جونسون